# Malowal
 (avril 2018).
Malowal (en ourdou : مالووال) est un village du tehsil de Gujrat, au nord-est du Pakistan, situé dans le union council Karianwala dans le district de Gujrat.
Le village de Malowal possède des écoles de filles et de garçons.